# La Réforme (groupe parlementaire)
Pour les articles homonymes, voir Réforme.
La Réforme, anciennement Réforme nationale, est un groupe parlementaire tunisien formé en 2019 lors de la IIe législature de l'Assemblée des représentants du peuple. Il rassemble des membres de Machrouu Tounes, Nidaa Tounes, Al Badil Ettounsi, Afek Tounes, Aïch Tounsi et quelques indépendants.

## Histoire
À la suite des élections législatives du 6 octobre 2019, le secrétaire général de Machrouu Tounes, Hassouna Nasfi, réélu pour la IIe législature de l'Assemblée des représentants du peuple s'engage à rassembler autour de lui et fonder un bloc parlementaire qui réunisse les forces centristes. Ce groupe parlementaire est annoncé le 5 novembre 2019 sous le nom de la Réforme nationale. Il compte quinze députés sous la présidence de Hassouna Nasfi, Tarek Fetiti assurant le rôle de porte-parole.
Le 11 février 2020, le bloc change de nom en devenant tout simplement de « La Réforme », changement dû au fait de la présence d'un parti portant le nom de Réforme nationale.
Le 27 juillet 2020, les trois députés de Nidaa Tounes annoncent leur démission du parti.

## Effectifs
| Année | Nom               | Députés | % du total | Président      | Porte-parole |
| ----- | ----------------- | ------- | ---------- | -------------- | ------------ |
| 2019  | Réforme nationale | 15      | 6,9        | Hassouna Nasfi | Tarek Fetiti |

## Députés
| Nom                               | Parti/Liste | Parti/Liste           | Circonscription              |
| --------------------------------- | ----------- | --------------------- | ---------------------------- |
| Hassouna Nasfi                    |             | Machrouu Tounes       | Circonscription de Gabès     |
| Tarek Brahmi                      |             | Machrouu Tounes       | Circonscription de Gafsa     |
| Nessrine Lamari                   |             | Machrouu Tounes       | Circonscription du Kef       |
| Souhaïb Wadhen                    |             | Machrouu Tounes       | Circonscription de Tataouine |
| Jalal Zayati                      |             | Al Badil Ettounsi     | Circonscription de Monastir  |
| Hafedh Zouari                     |             | Al Badil Ettounsi     | Circonscription de Sousse    |
| Haythem Brahem                    |             | Afek Tounes           | Circonscription de Mahdia    |
| Mohamed Sadok Gahbich             |             | Afek Tounes           | Circonscription de Sousse    |
| Olfa Terras                       |             | Aïch Tounsi           | Circonscription de Bizerte   |
| Ali Hermassi                      |             | Indépendant           | Circonscription de Kasserine |
| Ali Hafsi Jeddi puis Nouha Jelabi |             | Indépendante          | Circonscription de Tozeur    |
| Fakhreddine Chabchoub             |             | Indépendant           | Circonscription de Zaghouan  |
| Tarek Fetiti                      |             | Retour aux sources    | Circonscription de Kairouan  |
| Hatem Mensi                       |             | Siliana dans nos yeux | Circonscription de Siliana   |